# Parafia św. Józefa w Żaganiu
Parafia Świętego Józefa w Żaganiu – rzymskokatolicka parafia w Żaganiu, należąca do dekanatu Żagań diecezji zielonogórsko-gorzowskiej, metropolii szczecińsko-kamieńskiej w Polsce, erygowana 6 stycznia 1983. Mieści się przy ulicy Szkolnej. 